# 里奇卡河 (莫先卡河支流)
里奇卡河（烏克蘭語：Річка），是烏克蘭西部的河流，屬於莫先卡河的右支流。該河發源自卡米亞納戈拉以西，流經利維夫州的亞沃里夫區和利維夫區，河道全長13公里，流域面積25平方公里。